# Нико Фундали
Нико Стерьо Фундали е югославски партизанин и деец на Комунистическата съпротива във Вардарска Македония.

## Биография
Роден е на 6 януари 1925 година в град Битоля. Учи до 4 клас в местната гимназия. Става член на ЮКП. От пролетта на 1944 година влиза в НОВМ в редиците на втора македонска бригада. В края на месец септември 1944 година е ранен в битка и умира в партизанската болница изградена в планината Кожух.